# Сарин
Сари́н (фр. Sarine, итал. Sarina) или За́не (устар. Заана; нем. Saane) — река в Швейцарии.
Основной левый приток Аре. По реке проходит так называемый Рёштиграбен — граница между немецкоговорящей и франкоговорящей частями Швейцарии.

## Описание
Длина реки — 126 км. Бассейн реки — 1900 км². Основные притоки — Глан и Сенс. Река начинается в горном массиве Диаблере на высоте 2284 м в кантоне Вале, пересекает земли кантонов Берн (округ Занен), Во (округ Ривьера-Пеи-д’Эно), Фрибур (округа Грюйер, Зане, Зенсе и Зее) и повторно Берн (округ Лаупен) перед впадением в Аре в Вилерольтигене.
Упоминается как Sanona в 1039 году, как Seroye в 1259 году, как Serona в 1271 году, как Sane в 1360 году, как Sarina в 1425 году, на немецком как Saane. В XI веке меандры реки начали застраиваться, были построены мосты, аббатства и укреплённые форты. Города Фрибур, Грюйер и Лаупен были построены в XII веке. Бассейн Зане был заселён галло-римлянами и находился в регионе франко-провансальских языков. Граница с немецкими племенами проходила к востоку от реки. В Средние века регион находился под влиянием Лозаннской епархии. Верховья реки до Розена находились в округе Грюйер, под управлением Савойского графства с 1244 по 1536 год. Низовья — под управлением герцогства Церингенов, форты Грасбурга, Лаупена, Гюмменена обороняли границу с Савойей по линии Сенс. С XIV века за переправу через реку велась борьба между Берном и Фрибуром. Фрибур захватил влияние над центральным регионом до 1470 года, затем распространил влияние на Грюйер. В 1555 году Пеи-д’Эно и Занен перешли к Берну.
За исключением Фрибура, политического, культурного и экономического центра, бассейн Зане был сельскохозяйственным. Верховья реки, расположенные на высоте от 700 до 1000 метров (Пеи-д’Эно и Грюйер), использовались для молочного производства, низовья (ниже 700 м) — для выращивания зерновых. На правом берегу расположены фермы, на левом — больше городов. Зане была судоходной с XIV века. Сплав древесины по реке осуществлялся до XIX века. Разница высот реки составляет 1895 м, на ней расположено несколько гидроэлектростанций и плотин.